# Барликарасан
Барликараса́н (каз. Барлықарасан) — село у складі Маканчинського району Абайської області Казахстану. Входить до складу Карабулацького сільського округу.
Населення — 120 осіб (2021; 164 у 2009, 249 у 1999, 599 у 1989).
Національний склад станом на 1989 рік:
- казахи — 100 %

Станом на 1989 рік село називалось Санаторій Барлик-Арасан.